# Liste der historischen Orts- und Stadtkerne im Landkreis Kitzingen
Die Liste der historischen Orts- und Stadtkerne im Landkreis Kitzingen (auch Liste der Bauensemble im Landkreis Kitzingen) beinhaltet alle Bauensemble im unterfränkischen Landkreis Kitzingen. Die Denkmäler umfassen mittelalterliche Stadtkerne ebenso, wie ursprünglich erhaltene Dorfstraßen oder geplante, barocke Siedlungen. Besonders typisch für das Kitzinger Land sind die kleinen Weinbauorte im Maintal und dem Steigerwaldvorland.

## Historischer Hintergrund
Die heutigen historischen Orts- und Stadtkerne sind erst seit dem Ende des 19. Jahrhunderts als solche bekannt. Die einzelnen Baulichkeiten in den Orten des Kitzinger Landes entstanden zu bestimmten Zeiten und aus bestimmten Gründen, die ästhetische bzw. touristische oder denkmalpflegerische Sichtweise wurde dabei nur in den seltensten Fällen eingenommen. Eine Stadtbefestigung errichtete die Gemeinde beispielsweise, um sich vor äußeren Feinden zu schützen oder ihre finanzielle Potenz gegenüber den Nachbarn herauszustellen.
Bereits im Königreich Bayern des 19. Jahrhunderts war ein Bewusstsein für die Baulichkeiten der Vergangenheit entstanden. Allerdings legte man damals die Regeln, welches Gebäude schützenswert sei, wesentlich enger aus, sodass die meisten Torbauten der Frühneuzeit im Landkreis Kitzingen dem wachsenden Verkehr geopfert wurden, ehe man sie als erhaltenswert einstufte. Baudenkmäler sind heute unter besonderen Schutz gestellt. Hierunter zählen Bauwerke mit besonderer geschichtlicher, künstlerischer, städtebaulicher, wissenschaftlicher oder volkskundlicher Bedeutung.
Stadt- und Ortskern bzw. Straßenzüge werden gesondert unter Schutz gestellt. Eine Mehrheit von baulichen Anlagen wird als Ensemble bezeichnet und kann geschützt werden, auch wenn kein keine der Einzelbauwerke von Bedeutung ist. Hierdurch wird das Orts-, Platz- oder Straßenbild insgesamt als erhaltenswürdig eingestuft. Der Schutz dieser Ensemble wird über das Bayerische Denkmalschutzgesetz, Artikel 1, Satz 3 geregelt.

## Listen
Die Listen beinhalten sowohl historische Ortskerne, die sich aus mehreren Straßenzügen zusammensetzen, als auch einzelne Straßen, wenn sie der Definition des Bayerischen Landesamtes für Denkmalpflege entsprechen und im Denkmalatlas kartiert sind. Daneben wurden auch solche Ensemble eingetragen, die heute lediglich als Bodendenkmäler vorhanden sind, deren historisch geschlossener Charakter aber nachvollzogen werden kann. Nicht aufgenommen wurden Kirchenburgen und Stadt- bzw. Ortsbefestigungen, die in jeweils einer gesonderten Liste aufgezählt werden.

### Ortskerne
| Name Ensemble                         | Ort               | Position | Denkmaltyp (nach BayDSchG) | Beschreibung Ensemble | Bild                                |
| ------------------------------------- | ----------------- | -------- | -------------------------- | --- | ----------------------------------- |
| Ortskern Abtswind                     | Abtswind          | ⊙        | Bodendenkmal               | Das Dorf Abtswind geht in seiner heutigen Form auf die Förderung der Abtei Münsterschwarzach zurück. Früh war der Weinbau im Ort die Haupteinnahmequelle für die Bevölkerung. Diese Konzentration auf die Weinbereitung führte auch zum Bau einer eigenen Ortsbefestigung und mehrerer prächtiger Winzerhöfe. Allerdings sind die meisten Bauten heute modernisiert. Als letzter obertägiger Überrest des Ensembles hat sich die Hauptstraße Abtswind erhalten. → siehe unter Straßen                                                          | Urkataster des Ensembles            |
| Kloster Astheim                       | Astheim           | ⊙        | Bodendenkmal               | Das Kartäuserkloster Pons Mariae erhielt das Grundstück im Zentrum von Astheim am 2. Juni 1409. Das Kloster bestand bis ins Jahr 1803, die Baulichkeiten wurden immer wieder erneuert. Heute haben sich als Einzeldenkmäler noch die Klosterkirche von 1606, der sogenannte Verbindungshalle und dem Priorat aus den Jahren 1583/1584, sowie der ehemaligen Klostermauer erhalten. Viele weitere Baulichkeiten wurden modernisiert. | Urkataster des Ensembles            |
| Altstadt Dettelbach                   | Dettelbach        | ⊙        | Baudenkmal, Bodendenkmal   | Zur Stadt wurde Dettelbach im Jahr 1484, geht aber auf einen karolingischen Fronhof zurück. Zunächst war lediglich der östliche Teil des Areals bebaut. Erst im Zuge der Stadterhebung entstand das heutige Areal, das zu Beginn des 16. Jahrhunderts mit einer Befestigung umgeben wurde. Bedeutende Baudenkmäler in der Altstadt sind das Rathaus im Zentrum, die Stadtpfarrkirche St. Augustinus im Osten und das Spital im Westen. | Fassaden am Markt                   |
| Ortskern Dornheim                     | Dornheim          | ⊙        | Bodendenkmal               | | Urkataster des Ensembles            |
| Ortskern Escherndorf                  | Escherndorf       | ⊙        | Baudenkmal, Bodendenkmal   | Escherndorf wurde als Weinbauerndorf und Übergangsort gegründet. Aufgrund der Topographie zwischen Main und Weinbergen trafen sich im Ort zwei Wege, sodass das heute noch bestehende Straßenkreuz im Zentrum der Siedlung entstand. Der Wein prägte auch die Bauweise der Bewohner. Im Ort stehen Häckerhäuser des Barock in überwiegend giebelständiger Bauweise. Die Kreuzung wird von der Renaissance-Pfarrkirche mit Spitzhelm überragt. Die Weichbilder von Escherndorf und Nordheim am Main bilden eine städtebauliche Einheit.         | Bocksbeutelstraße in Escherndorf    |
| Ortskern Etwashausen                  | Etwashausen       | ⊙        | Bodendenkmal               | Die Geschichte und das Erscheinungsbild Etwashausens hängt eng mit der Nachbarstadt Kitzingen zusammen. Eigentlich als Vorstadt Kitzingens auf der östlichen Seite der Mainbrücke gegründet, wurde Etwashausen im 15. Jahrhundert in die Befestigung mit einbezogen. So umgab man das Dorf mit einem Palisadenzaun, einem Wassergraben und zwei Toren im Norden und Süden. In Etwashausen wurden nach dem Dreißigjährigen Krieg die lutherischen Gottesdienste für die Kitzinger Bevölkerung abgehalten.                                       | Urkataster des Ensembles            |
| Ortskern Fahr                         | Fahr              | ⊙        | Bodendenkmal               | Fahr entstand als bedeutender Übergangsort über den Main. Die Fähre, die beide Flussufer miteinander verbindet besteht bis heute und war in der Vergangenheit der Grund für das vielfältige Engagement mehrerer Herrschaftsträger im Ort. Die Straßen des Ortes sind alle auf den Main hin ausgerichtet, von der ehemaligen Dorfmauer haben sich keine Überreste erhalten. Das ehemalige Erscheinungsbild des Ortes kann noch in der Blütenstraße nachvollzogen werden. → siehe unter Straßen                                                  | Urkataster des Ensembles            |
| Ortskern Geiselwind                   | Geiselwind        | ⊙        | Bodendenkmal               | Geiselwind entstand als zentraler Marktort mitten im Steigerwald. Die Herren von Schwarzenberg förderten das Dorf in ihrem Einflussbereich. Trotz der Lage im klimatisch benachteiligten Steigerwald gelang es den Bewohnern repräsentative Wohnhäuser in Fachwerkbauweise zu errichten. Die Lage an einer alten Handelsstraße wird durch die zwei Kapellen am Ortsausgang deutlich. Im 20. Jahrhundert modernisierte man viele Häuser. Als letzter obertägiger Überrest hat sich das Ensemble Marktplatz erhalten. → siehe unter Straßen      | Urkataster des Ensembles            |
| Altstadt Iphofen                      | Iphofen           | ⊙        | Baudenkmal, Bodendenkmal   | Iphofen wurde von den Fürstbischöfen von Würzburg als Verteidigungslinie gegen die Herren von Hohenlohe zur Stadt ausgebaut. Dies erklärt die mächtigen Befestigungsanlagen, die sich noch heute erhalten haben. Die Stadt besteht aus zwei Vierteln, dem älteren Kern und dem jüngeren Gräbenviertel im Südwesten. Das Zentrum des Gräbenviertels bildet die Spitalkirche, der Kern wird von der Veitskirche und dem Rathaus am Marktplatz dominiert.                                                                                         | Rathaus und Stadtpfarrkirche        |
| Altstadt Kitzingen                    | Kitzingen         | ⊙        | Bodendenkmal               | Ähnlich wie Stadtschwarzach wuchs Kitzingen als Gründungsstadt des benachbarten Benediktinerinnenklosters an einer Mainfurt. Die Stadt war im Mittelalter die drittgrößte im heutigen Unterfranken und besaß als solche ein differenziertes Stadtbild, das von den beiden Kirchtürmen der Stadt- und der Klosterkirche dominiert wurde. Durch die Zerstörungen des Zweiten Weltkriegs verlor die Stadt ihr geschlossenes Bauensemble. Als letzter obertägiger Überrest hat sich das Ensemble Marktplatz erhalten. → siehe unter Straßen        | Urkataster des Ensembles            |
| Altstadt Mainbernheim                 | Mainbernheim      | ⊙        | Baudenkmal, Bodendenkmal   | Mainbernheim profitierte jahrhundertelang von seiner Lage an der Hohen Straße. In der zweiten Hälfte des 14. Jahrhunderts wurde der Ort im Zuge der Hausmachtpolitik der Könige aus dem Hause Luxemburg zur Stadt erhoben. Die Königsstraße bildet bis heute als Herrnstraße das Rückgrat der Siedlung, an der auch Rathaus und Pfarrkirche entstanden. Nach einer kurzen Blüte verlor die Stadt an Bedeutung und präsentiert sich heute noch weitgehend geschlossen.                                                                          | Blick vom Unteren Tor               |
| Altstadt Marktbreit                   | Marktbreit        | ⊙        | Baudenkmal, Bodendenkmal   | Marktbreit entwickelte bereits im 14. und 15. Jahrhundert ein städtisches Erscheinungsbild, wurde aber erst 1819 zur Stadt erhoben. Marktbreit profitierte im 18. Jahrhundert vom Main-Handel. Der Ort wuchs und man legte mehrere Vorstädte an, von denen heute nur die Bach-Gasse Teil des Ensembles Altstadt ist. Die Topographie zwischen Main, Bergen und dem Breitbach gab der Stadt ihr typisches, gedrängtes Erscheinungsbild. | Malerwinkelhaus in Marktbreit       |
| Ortskern Markt Einersheim             | Markt Einersheim  | ⊙        | Baudenkmal, Bodendenkmal   | Markt Einersheim präsentiert sich bis heute als Kleinbauerndorf des 19. Jahrhunderts. Die Durchgangsstraße bildet das Zentrum, an der sich giebelständige Wohnbauten aufreihen. Im Mittelpunkt befindet sich der Marktplatz mit dem historischen Rathaus, das heute zugleich ein Teil der gut erhaltenen Kirchenburg ist. Im westlichen Straßenabschnitt setzt der neugotische Straßenflügel des Schlosses einen eigenen architektonischen Akzent.                                                                                             | Würzburger Tor                      |
| Ortskern Marktsteft mit Hafensiedlung | Marktsteft        | ⊙        | Baudenkmal, Bodendenkmal   | Anders als Marktbreit gelang es Marktsteft nie städtische Bauformen zu etablieren. Obwohl der Ort 1818 zur Stadt erhoben wurde, existiert bis heute keine echte Altstadt. Zentrum ist die mittelalterliche Kirchenburg. Daneben etablierte sich im 18. Jahrhundert eine Planstadt im Westen, die von protoindustriellen Bauten und Arbeitersiedlungen beherrscht wird. Besondere Bedeutung hat der Flusshafen, der als der besterhaltene seiner Art in Bayern gilt.                                                                            | Torhaus zur Kirchenburg             |
| Ortskern Mönchsondheim                | Mönchsondheim     | ⊙        | Bodendenkmal               | Mönchsondheims historisches Erscheinungsbild ist insbesondere durch die Etablierung des Kirchenburgmuseums Mönchsondheim im Ortskern gut erforscht. Historisch gehörte der Ort zum Kloster Ebrach. Die wichtige Nord-Süd-Verbindung verläuft im Osten des Altortes vorbei. Den Mittelpunkt des Dorfes bildet die Kirchenburg mit ihren umgebenden Gaden. Daneben haben sich alle wichtigen Zweckbauten, wie Dorfschule, Rathaus und Gasthof, der ehemals selbstständigen Gemeinde erhalten.                                                    | Urkataster des Ensembles            |
| Kloster Münsterschwarzach             | Münsterschwarzach | ⊙        | Bodendenkmal               | Münsterschwarzach ging aus einem karolingischen Frauenkloster hervor, das bereits im 8. Jahrhundert gegründet wurde und bis zur Auflösung 1803 ein Mediatkloster der Würzburger Bischöfe blieb. Die heutige Klosteranlage ist dagegen erst im 20. Jahrhundert nach der Wiederbesiedlung errichtet worden. Sie integriert jedoch Überreste der barocken Klosteranlage, die zwischen 1691 und 1749 von namhaften Baumeistern erbaut wurden. Das Kloster und die ehemalige Nachbarstadt Stadtschwarzach bilden ein zusammenhängendes Ensemble.    | Urkataster des Ensembles            |
| Altstadt Prichsenstadt                | Prichsenstadt     | ⊙        | Baudenkmal, Bodendenkmal   | Prichsenstadts Aufstieg hängt, ähnlich wie Mainbernheims, mit der Hausmachtpolitik des Hauses Luxemburg zusammen. Im Jahr 1367 wurde Prichsenstadt mit Stadtrechten ausgestattet. Die Stadt ist heute zweigeteilt, im Osten findet sich das Rathaus und die Überreste einer mittelalterlichen Schlossanlage, im Westen ein Spital. Die Stadterweiterung nach 1462 ist noch am sogenannten Stadtturm ablesbar. | Karlsplatz in Prichsenstadt         |
| Ortskern Sommerach                    | Sommerach         | ⊙        | Baudenkmal, Bodendenkmal   | Sommerach erhielt sein heutiges Erscheinungsbild vor allem durch die Förderung der Mönche von Münsterschwarzach. Die Ausrichtung der Einwohner auf den Weinbau ist noch gut an den Baulichkeiten ablesbar. Innerhalb der im Oval geführten Ortsmauer verläuft die Marktstraße der Längsachse nach. Die Weinbauernhöfe des Barock prägen die Hauptstraßen des Ortes. Sie wurden giebelständig errichtet. An den Nebenstraßen entstanden kleinere Häckerhäuser des 18. und 19. Jahrhunderts.                                                     | Hauptstraße in Sommerach            |
| Altstadt Stadtschwarzach              | Stadtschwarzach   | ⊙        | Bodendenkmal               | Stadtschwarzach wurde als Versorgungsort für das weiter nördlich gelegene Kloster Münsterschwarzach im 13. Jahrhundert geplant besiedelt. Mit der Säkularisation und der Auflösung des benachbarten Klosters verlor Stadtschwarzach seine wirtschaftliche Grundlage. Im Jahr 1818 verzichtete der Stadtrat auf die Stadtrechte. In den folgenden Jahren verschwanden die meisten Baulichkeiten wie Stadttore und Bürgerhäuser. Heute erinnert lediglich der runde Grundriss an die Vergangenheit Stadtschwarzachs.                             | Urkataster des Ensembles            |
| Ortskern Sulzfeld am Main             | Sulzfeld am Main  | ⊙        | Baudenkmal, Bodendenkmal   | Sulzfeld besitzt einige bauliche Besonderheiten, die es von den umgebenden Maindörfern unterscheidet. Hier führte die überregionale Handelsstraße bereits in vormoderner Zeit südlich am Ort vorbei, dadurch entstand kein Marktplatz, sondern ein scheinbar ungeordnetes Gassenkonglomerat. Mittelpunkte bilden lediglich die Kirche am höchsten Punkt und die würzburgische Kellerei. Die Bebauung wird von Winzerhöfen dominiert, die häufig mit Hausfiguren verziert wurden.                                                               | Sulzfeld vom Main her               |
| Altstadt Volkach                      | Volkach           | ⊙        | Baudenkmal, Bodendenkmal   | Volkach war bereits im Frühmittelalter ein wichtiger Handelsplatz für die Orte der Umgebung. Bis 1258 entwickelte sich das Dorf zur einzigen Stadt im Einflussbereich der Grafen zu Castell. Die Zweitorestadt ist auf den zentralen Marktplatz mit dem Renaissance-Rathaus ausgerichtet. Insbesondere der Weinbau sorgte in der Vergangenheit für einigen Reichtum, sodass sich in der Altstadt viele prächtige Bürgerhäuser erhalten haben.                                                                                                  | Das Volkacher Rathaus am Marktplatz |
| Ortskern Wiesentheid                  | Wiesentheid       | ⊙        | Baudenkmal, Bodendenkmal   | Das heutige Wiesentheid ist mit Schloss, Schlosspark und Barockkirche eigentlich eine Planstadt. Der Ort stieg im 17. Jahrhundert zu einem Residenzort auf. Als die Familie von Schönborn ihren Sitz hierher verlegte, ließ man wichtige Baumeister eine barocke Siedlung errichten. Neben den Herrschaftsbauten entstanden auch repräsentative Vorzeigebauten für den Hofstaat und die Verwaltung der Residenz. Neben dem Ortskern hat sich der mittelalterliche Marienplatz und die Schönbornstraße aus einer späteren Ausbauphase erhalten. | Blick auf die Mauritiuskirche       |
| Ortskern Willanzheim                  | Willanzheim       | ⊙        | Bodendenkmal               | | Urkataster des Ensembles            |

### Straßen
| Name Ensemble                      | Ort              | Position | Denkmaltyp (nach BayDSchG) | Beschreibung Ensemble | Bild                                      |
| ---------------------------------- | ---------------- | -------- | -------------------------- | --- | ----------------------------------------- |
| Hauptstraße Abtswind               | Abtswind         | ⊙        | Baudenkmal, Bodendenkmal   | Das Ensemble umfasst die Hauptstraße in ihrer gesamten Ausdehnung zwischen dem westlichen und östlichen Tor der ehemaligen Marktbefestigung, die um 1605 entstanden ist. In einiger Entfernung zur Straße erhebt sich die Pfarrkirche, die mit ihrem Turm das Ensemble überragt.                                                                          | Haus Hauptstraße 48                       |
| Blütenstraße Fahr                  | Fahr             | ⊙        | Baudenkmal, Bodendenkmal   | Die Hauptstraße des Ortes wird flankiert von meist zweigeschossigen Giebel- und Traufseithäusern des 18./19. Jahrhunderts, vielfach mit Fachwerk. | Die Blütenstraße in Fahr                  |
| Marktplatz Geiselwind              | Geiselwind       | ⊙        | Baudenkmal, Bodendenkmal   | Um den Marktplatz in Geiselwind gruppieren sich zweigeschossige Giebel- und Traufseithäuser des 17.–20. Jahrhundert, teils mit Fachwerk. | Fachwerkhäuser am Marktplatz              |
| Marktplatz Kitzingen               | Kitzingen        | ⊙        | Baudenkmal, Bodendenkmal   | Historisch ist der Marktplatz, eine räumliche Erweiterung der auf die Mainbrücke zielenden, mittelalterlichen Hauptdurchgangsstraße. Aus der ursprünglichen Giebelhausreihung hat sich ein einziges Fachwerkhaus erhalten (Marktstraße 26). Daneben überragen die Türme der Pfarrkirche, sowie der Markttturm das Ensemble.                               | Marktplatz in Kitzingen                   |
| Buheleiten-Vorstadt Marktbreit     | Marktbreit       | ⊙        | Baudenkmal, Bodendenkmal   | Die Buheleiten-Vorstadt bestand aus zumeist eingeschossigen Baulichkeiten mit einem schlichten Mansarddach und Gauben. Ähnlich wie in der Steigsiedlung wurden die Baulichkeiten auch hier traufständig errichtet. | Urkataster Buheleiten-Vorstadt            |
| Mainstraße Marktbreit              | Marktbreit       | ⊙        | Baudenkmal, Bodendenkmal   | Die Mainfront entlang der Uferstraße nach Kitzingen ist kein Teil der Altstadt, sondern eine Erweiterung der ersten Hälfte des 19. Jahrhunderts. Die Häuserreihe ist wesentlich durch biedermeierliche Bauten in der landschaftstypischen Kalkbruchsteinbauweise geprägt.                                                                                 | Haus Mainstraße 8                         |
| Steigvorstadt Marktbreit           | Marktbreit       | ⊙        | Baudenkmal, Bodendenkmal   | Während die Buheleiten-Vorstadt insbesondere ärmere Bevölkerungsschichten anzog, entstanden in der Steigvorstadt zumeist zweigeschossige Mansarddachbauten für bürgerliche Kreise, die traufständig errichtet wurden. | Urkataster Steigvorstadt Marktbreit       |
| Hauptstraße Nordheim am Main       | Nordheim am Main | ⊙        | Baudenkmal                 | Die Hauptstraße, die nicht mit einer Durchgangsstraße zusammenfällt und an beiden Enden blind ausläuft, ist als mäßig breiter Straßenmarkt ausgebildet. Die Straße ist beiderseits von Winzerhöfen begleitet, deren Wohngebäude meist traufseitig gestellt sind. Die Weichbilder von Nordheim am Main und Escherndorf bilden eine städtebauliche Einheit. | Hauptstraße Nordheim von Osten            |
| Schlösslein-Kolonie der Herrnhuter | Rehweiler        | ⊙        | Baudenkmal                 | Die Schlösslein-Kolonie der Herrnhuter in Rehweiler besteht aus sechs symmetrisch angeordneten Walmdachbauten des 18. Jahrhunderts, darunter die ehemalige Schule und das ehemalige Waisenhaus. | Schlösslein-Kolonie in Rehweiler          |
| Hans-Kesenbrod-Straße Segnitz      | Segnitz          | ⊙        | Baudenkmal, Bodendenkmal   | Die Hans-Kesenbrod-Straße verläuft als Hauptstraße von Segnitz flussparallel in der Längsachse des etwa rechteckigen, ehemals ummauerten Siedlungsgebiets. Sie zeigt geschlossene Bebauung mit meist giebelständigen, stattlichen Häusern des 16.–19. Jahrhunderts.                                                                                       | Osten der Hans-Kesenbrod-Straße           |
| Marienplatz Wiesentheid            | Wiesentheid      | ⊙        | Baudenkmal                 | Der Marienplatz ist ein dreieckiger Platzraum, in dessen Mitte sich seit 1859 die neugotische Mariensäule nach Entwurf von Karl Alexander von Heideloff erhebt. Umgeben wird der Raum von Bauten des 18./19. Jahrhunderts. | Der Marienplatz in Wiesentheid            |
| Schönbornstraße Wiesentheid        | Wiesentheid      | ⊙        | Baudenkmal                 | Der schnurgerade Straßenzug, der südlich des alten Ortskerns nach Osten führt, lässt deutlich seine planmäßige Anlage im Zuge der Straße nach Untersambach erkennen. Er bringt den Ausbau Wiesentheids als Residenzstadt des 18. Jahrhunderts zum Ausdruck.                                                                                               | name=Ensemble Schönbornstraße Wiesentheid |